# Hans Düby
Hans Düby (Basel, 30 januari 1906 - Heiligenschwendi, 31 maart 1978) was een Zwitsers syndicalist en politicus voor de SP.

## Levensloop
Düby doorliep het gymnasium van Bern en studeerde muziek aan het conservatorium van deze stad. Vervolgens ging hij aan de slag bij de Schweizerische Bundesbahnen (SBB).
In 1937 trad hij in dienst bij het Schweizerischer Eisenbahnerverband (SEV), waarvan hij in 1941 verkozen werd tot secretaris. Tevens was hij bij deze SGB-vakcentrale vanaf 1943 redacteur van het ledenblad Eisenbahner. In 1954 werd hij verkozen tot algemeen secretaris en in 1960 tot voorzitter. Deze functie oefende hij uit tot 1971. Hij werd in deze hoedanigheid opgevolgd door Werner Meier. Tevens was hij vicevoorzitter van de SGB.
Daarnaast werd hij op het 28e ITF-congres van 1965 te Kopenhagen in opvolging van de Brit Frank Cousins verkozen tot voorzitter, een functie die hij uitoefende tot 1971. Hij werd in deze hoedanigheid opgevolgd door de Oostenrijker Fritz Prechtl.
Ten slotte was Hüby ook politiek actief. Hij zetelde van 1943 tot 1954 in de Stadtrat van Bern en van 1946 tot 1954 in de Grosser Rat van het kanton Bern. Ook was hij van 1955 tot 1975 afgevaardigde in de Nationale Raad.
- Base de données des élites suisses: 55446
- Gemeinsame Normdatei: 1052054951
- Historisch woordenboek van Zwitserland: 006267
- Zwitserse Bondsvergadering: 1937
- Virtual International Authority File: 308745925